# Сумаррага
Сумаррага (баск. Zumarraga (офіційна назва), ісп. Zumárraga) — муніципалітет в Іспанії, у складі автономної спільноти Країна Басків, у провінції Гіпускоа. Населення — 10 104 особи (2009).
Муніципалітет розташований на відстані близько 320 км на північ від Мадрида, 37 км на південний захід від Сан-Себастьяна.
На території муніципалітету розташовані такі населені пункти: (дані про населення за 2009 рік)
- Сумаррага: 10065 осіб
- Агінага: 39 осіб

## Демографія
Динаміка населення (INE ):

## Галерея зображень

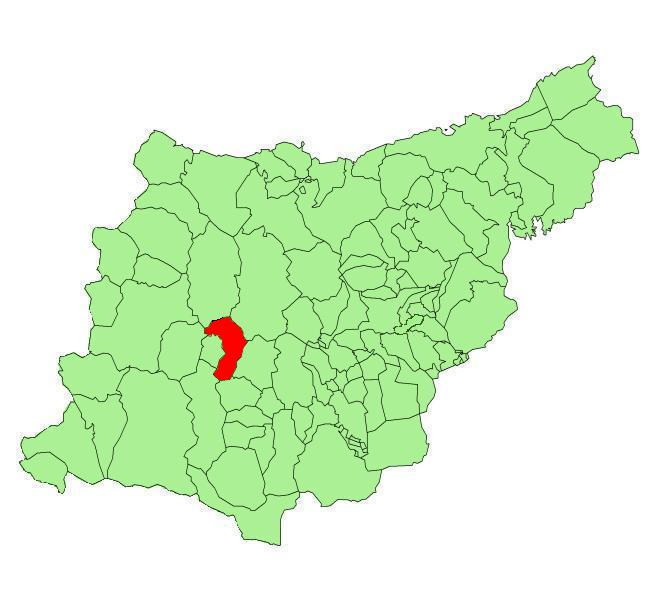
Розташування муніципалітету
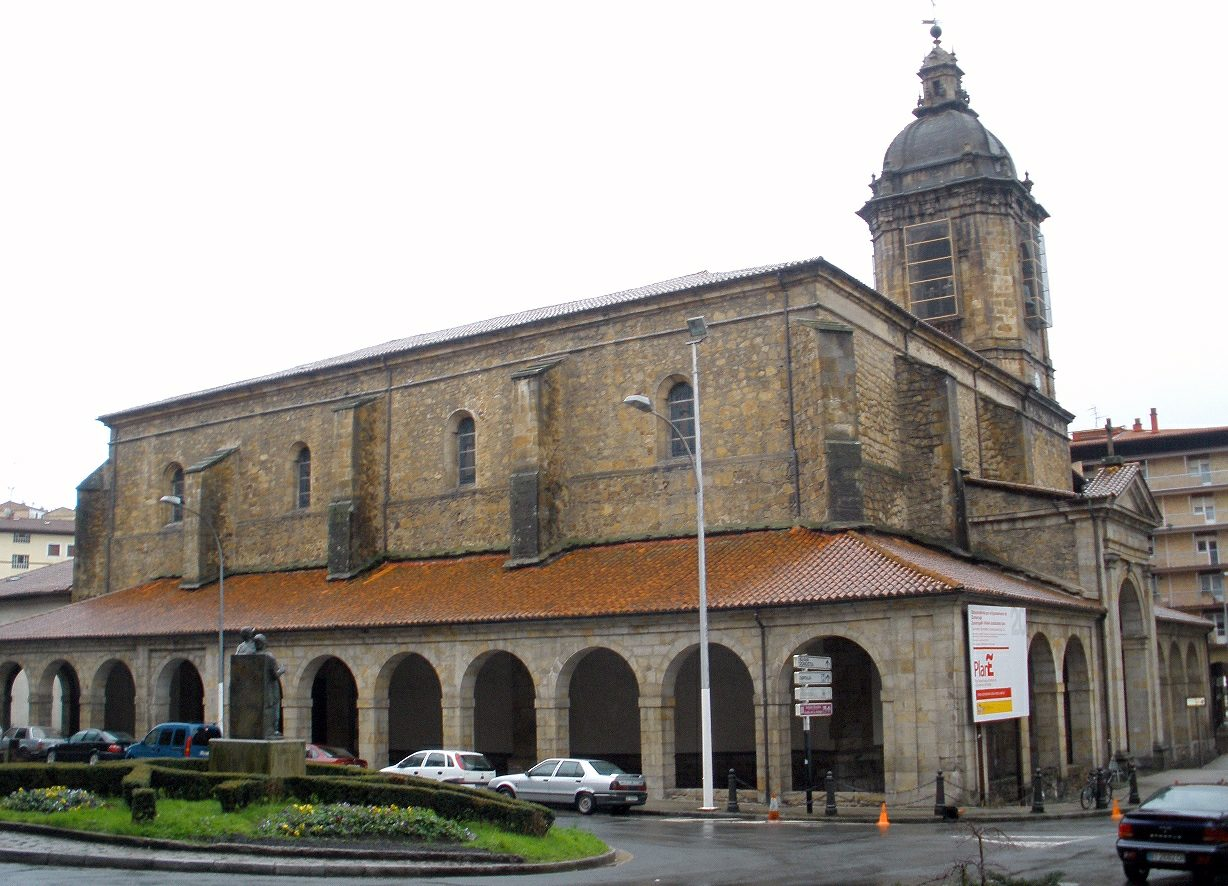
Парафіяльна церква Санта-Марія-де-ла-Асунсьйон
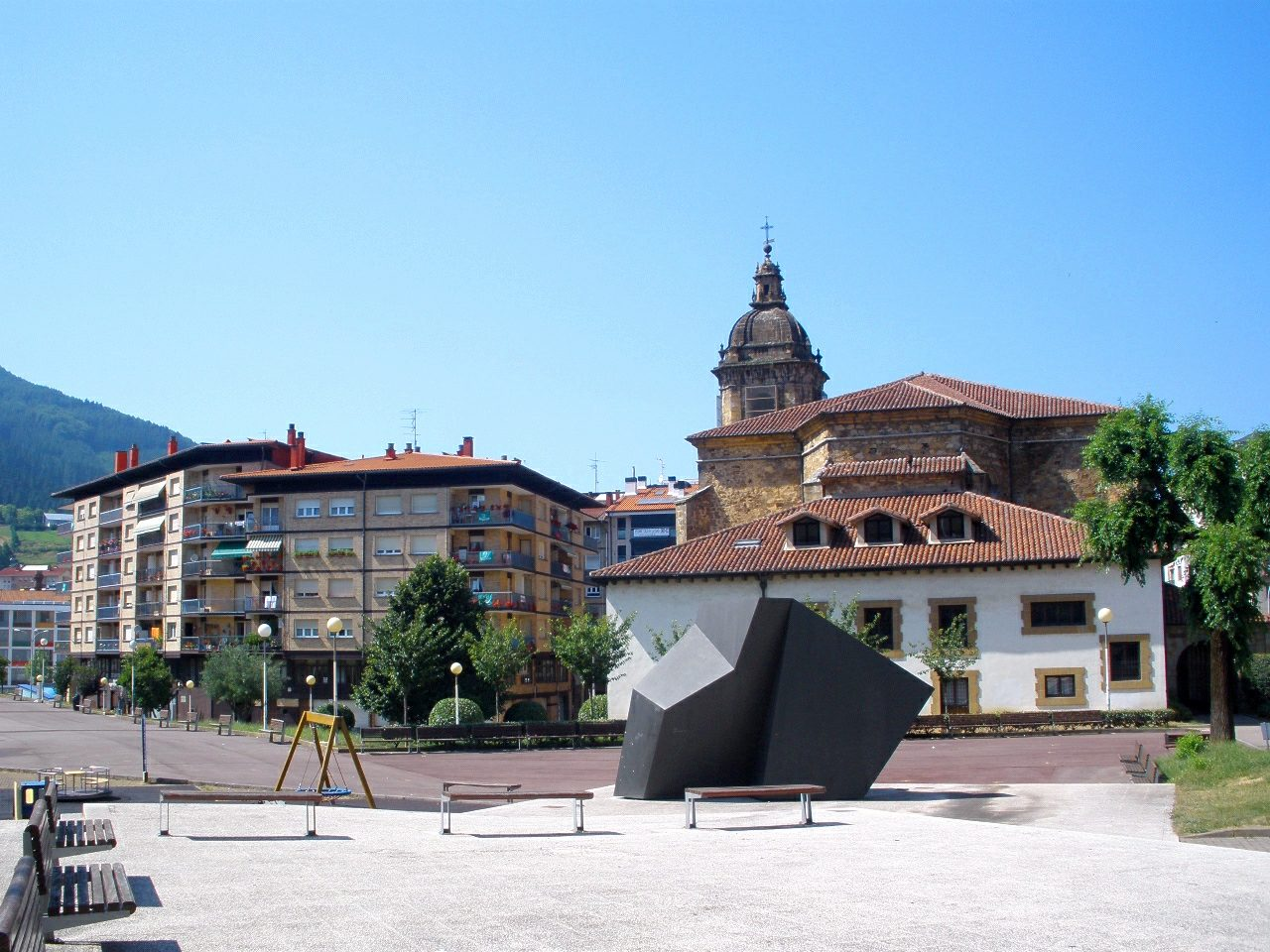
Сумаррага